# Joods Weeshuis Lange Leemstraat (Antwerpen)
Het voormalig Joodse weeshuis in de Lange Leemstraat in Antwerpen was een weeshuis voor Joodse kinderen in het gebouw van de Joodse Tachkemonischool op nummer 313.

## Tweede Wereldoorlog
Op 9 oktober 1942 werden 20 Joodse weeskinderen gearresteerd in het weeshuis tijdens een razzia door de Duitse Sicherheitspolizei. Zij werden vervoerd naar de Dossinkazerne, het voormalig verzamelkamp in Mechelen. Van daaruit werden zij gedeporteerd naar Auschwitz-Birkenau. Op de dag van aankomst in het vernietigingskamp werden alle weeskinderen vermoord in de gaskamers. Eerder, in september 1942, hadden de Duitsers al 41 weeskinderen elders in Antwerpen gearresteerd, verspreid over de weeshuizen van het Meisjeshuis, het Jongenshuis en de Pennsylvania Foundation. Ook zij werden vermoord in Auschwitz-Birkenau.

### Lijst van de vermoorde Joodse weeskinderen van het weeshuis in de Lange Leemstraat
| Vermoorde weeskinderen       |
| ---------------------------- |
| Abraham Frankfurt            |
| Schmul Mayer Ryba            |
| Ernst Jesaias Friedmann      |
| Leon Gelmann                 |
| Jules Gelmann                |
| Salomon Mejlechowicz         |
| Herman Chajmovic             |
| Levi Schikler                |
| David Schikler               |
| Fritz Feiler                 |
| Bernard Cymetbaum            |
| Eman (Max) Cymetbaum         |
| Bernard Wolfowicz dit Kajzer |
| Siegfried Fischer            |
| Jacob Scharf                 |
| Adolf Scharf                 |
| Isaac Hoffert                |
| Eva Kotas                    |
| Samuel Erlich                |
| Lazare Erlich                |